# استیون اومت
استیون اومت (انگلیسی: Stephen Ouimette؛ زادهٔ ۳۰ ژوئن ۱۹۵۴) بازیگر، صداپیشه و موسیقی‌دان اهل کانادا است. وی از سال ۱۹۸۵ میلادی تاکنون مشغول فعالیت بوده‌است.
از فیلم‌ها یا مجموعه‌های تلویزیونی که وی در آن‌ها نقش داشته‌است، می‌توان به مصائب و مشکلات، آن در گرین گیبلز، پس از آلیس، غول آهنی، مردان ایکس و بیتل‌جوس اشاره نمود.